# جون تريسفانت
جون تريسفانت (بالإنجليزية: John Tresvant)‏ مواليد 6 نوفمبر 1939، هو لاعب كرة سلة أمريكي معتزل. بدأ مسيرته الاحترافية في سنة 1964. تم اختياره من قبل فريق أتلانتا هوكس خلال الدرافت. يبلغ طوله 6 قدم 7 بوصة (2.0 م). اعتزل اللعب في 1973.

## المسيرة الاحترافية
لعب مع أتلانتا هوكس من سنة 1964 إلى 1966، ثم لعب مع ديترويت بيستونز من سنة 1965 إلى 1968، ثم لعب مع سكرامنتو كينغز من سنة 1967 إلى 1969، ثم لعب مع سياتل سوبرسونيكس من سنة 1968 إلى 1970، ثم لعب مع لوس أنجلوس ليكرز في سنة 1970، ثم لعب مع واشنطن ويزاردز من سنة 1970 إلى 1973.

## روابط خارجية
- جون تريسفانت على موقع إن بي أي (الإنجليزية)
- جون تريسفانت على موقع سبورتس رفرنس (الإنجليزية)
- جون تريسفانت على موقع كلية كرة السلة في سبورتس رفرنس.كوم (الإنجليزية)
- جون تريسفانت على موقع ريلجم (الإنجليزية)
- جون تريسفانت على موقع بروبوليرز (الإنجليزية)